# فوتبال در انگلستان
فوتبال پرطرفدارترین ورزش در انگلستان است. این کشور جاییست که نخستین مجموعه قوانین امروزی برای آیین‌نامه در سال ۱۸۶۳، در آن پایه‌گذاری شدند که تأثیر بسزایی بر شکل‌گیری قوانین فوتبال امروزی داشتند. با بیش از ۴۰٬۰۰۰ باشگاه فوتبال، انگلستان بیش از هر کشوری باشگاه مشمول در آیین‌نامه و همچنین نخستین باشگاه دنیا (باشگاه شفیلد)، قدیمی‌ترین باشگاه فوتبال حرفه‌ای جهان (باشگاه نوتس کانتی)، قدیمی‌ترین هیئت کنترل‌کننده ملی (اتحادیه فوتبال انگلستان)، نخستین تیم ملی، قدیمی‌ترین رقابت حذفی ملی (جام حذفی فوتبال انگلستان) و قدیمی‌ترین لیگ ملی (لیگ فوتبال) را دارد و پرافتخارترین تیم انگلستان مشترکا لیوپول و منچستریونایتد هستند. امروزه، لیگ داخلی طراز اول انگلستان (لیگ برتر فوتبال انگلستان) از محبوب‌ترین و ثروتمندترین لیگ‌های ورزشی در جهان است و شش مورد از ده باشگاه ثروتمند دنیا در آن قرار دارند.
تیم ملی فوتبال انگلستان یکی از هشت تیمی است که قهرمان جام جهانی فوتبال در ۱۹۶۶ شده‌اند. در مجموع، پنج تیم باشگاهی انگلیسی موفق به پیروزی در لیگ قهرمانان اروپا شده‌اند.